# Hella Guth
Helena Guthova, dite Hella Guth (née le 16 février 1908 à Kirchenbirk en Bohême sous l'empire austro-hongrois et morte le 16 octobre 1992), est une peintre et graveuse originaire de la Bohême occidentale en Tchéquie. Elle a travaillé à Londres et Paris.

## Biographie

### Jeunesse et formation
Hella (Helena) Guth est la seconde d'une fratrie de trois enfants de parents juifs convertis au protestantisme.  
Elève de Trude Sandmann alors qu'elle était encore au lycée, puis de Joseph Hofmann à l'école des arts et métiers du Musée autrichien d'art et d'industrie de Vienne de 1926 à 1929. Elle s'installe à Prague en 1930 et fait partie du groupe d'avant-garde Manès, elle est alors classée comme trotskyste. 1930–1932, elle étudie avec Willi Nowak à l'Académie des Arts de Prague. Elle gagne sa vie comme dessinatrice publicitaire pour les journaux.

### La Seconde Guerre mondiale
Après l'arrivée au pouvoir des nazis en Allemagne, elle prend la défense des artistes allemands réfugiés à Prague. Ses dessins et gravures sur bois de la période praguoise, qui illustrent la vie du café de Prague, sont aujourd'hui dans les collections de la Kunsthalle Kiel. En 1932, elle illustre l'Opéra de quatre sous de Brecht, tant elle est impressionnée par la première viennoise. En 1933, elle se rend à Moscou avec un groupe de théâtre et travaille dans le groupe de théâtre antifasciste "STUDIO 34", que Hedda Zinner a co-fondé. En 1939, elle réussit à rejoindre l'Angleterre via la Pologne; presque tout son travail artistique est resté à Prague et est considéré comme perdu. Après un bref premier mariage avec Zvi Eisner écrivain tchèque d'expression allemande, elle épouse l'historien de l'art Frank Popper à Londres en 1945. Lors d'un voyage en 1947 en Autriche, elle apprend que sa mère est morte à Auschwitz et sa sœur à Lodz.

### Paris
En 1951, elle s'installe à Paris, 34 boulevard de Clichy, dans un petit atelier où elle vécut jusqu'à sa mort. Puis le couple se sépare. À Paris, elle passe de la peinture figurative à la peinture non figurative. Elle expose au Salon des Réalités Nouvelles à Paris de 1954 à 1959, puis à la galerie Colette Allendy. Après une phase réussie avec de nombreuses expositions, elle est appréciée par le poète écossais Edwin Muir, le critique d'art Herbert Read et Michel Seuphor, elle n'expose plus, tombant gravement malade dans les années 1970. D'un tempérament engagé, femme de caractère, parlant sans ambages, elle « s'attirait de profondes inimités notamment parmi les galeristes et les critiques d'art. ». Son œuvre n'a été redécouverte que dans les années 1990 après sa mort, survenue en 1992. En 2008, le musée Juif de Prague lui consacre une rétrospective.

## Expositions

### Expositions personnelles
- 1953 : Galerie Arnaud, Paris
- 1955 : Galerie Colette Allendy, Paris

### Expositions collectives
- 1960 : Peintres abstraits de Paris - Élie Borgrave, Georges Breuil, Hella Guth, Jean Miotte, Galerie Günar, Dusseldorf

## Collections publiques
- Musée juif de Prague
- Ludwig Museum, Aix-la-Chapelle
- Kunsthalle Kiel, Kiel